# 24 septembrie
ianuarie • februarie • martie  • aprilie  • mai  • iunie  • iulie  • august  • septembrie  • octombrie  • noiembrie  • decembrie
24 septembrie este a 267-a zi a calendarului gregorian și a 268-a zi în anii bisecți. Mai sunt 98 de zile până la sfârșitul anului.

## Evenimente

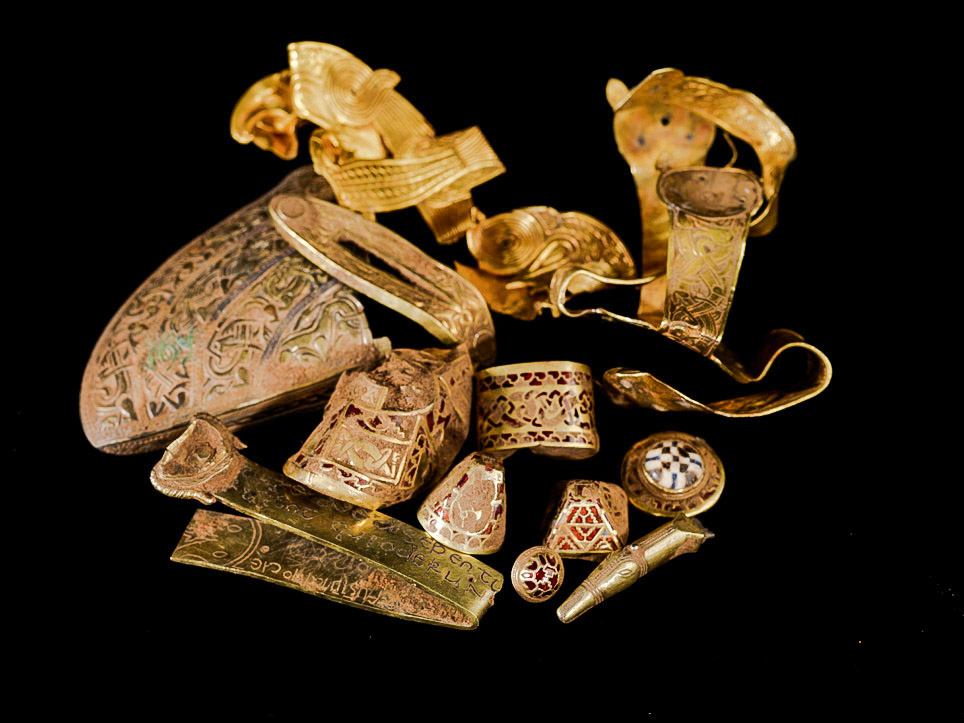
2009: Tezaurul de la Staffordshire descoperit de Terry Herbert, în apropiere Lichfield, Staffordshire, Anglia este declarat oficial tezaur de către autoritățile britanice, fiind considerat parte a Patrimoniului Coroanei. Valoarea estimată a tezaurului este peste un milion de lire sterline.

- 0622: Profetul Muhammad încheie pelerinajul de la Mecca la Medina.
- 0787: Al doilea sinod de la Niceea (al șaptelea ecumenic) restabilește cultul icoanelor.
- 1180: Odată cu moartea împăratului Manuel I Comnenul, ultimul împărat al dinastiei Comnenilor, a început declinul Imperiului Bizantin.
- 1780: Generalul Benedict Arnold a dezertat din Armata Continentală americană în timpul războiului de independență al Statelor Unite și a trecut de partea britanicilor.
- 1789: Chimistul german Martin Heinrich Klaproth anunță descoperirea elementului uraniu la Academia Regală de Științe a Prusiei.[1][2]
- 1852: Primul dirijabil, construit de inginerul francez Henri Giffard, călătorește de la Paris la Trappes.
- 1853: Amiralul Despointes intră în posesia Noii Caledonii în numele Franței.
- 1906: Parcul Național Devils Tower National Monument devine primul monument național din Statele Unite ale Americii.
- 1929: Guvernul sovietic a decretat că începând de la 1 octombrie se va introduce o versiune reformată a calendarului, în care săptămâna devenea de 5 zile, toate lunile aveau 30 de zile, iar restul de 5 sau 6 zile erau sărbători intercalate câte una sau două între anumite luni.
- 1944: Masacrul de la Ginta: 41 de civili de etnie maghiară, un român care își apăra soția maghiară, precum și doi soldați maghiari sunt executați.
- 1957: La Barcelona, a fost inaugurat cel mai mare stadion din Europa, Camp Nou.
- 1970: A fost adus pe Pământ, pentru prima oară, sol lunar de către capsula de întoarcere a stației automate "Luna-16" aparținând URSS.
- 1973: Guinea-Bissau își declară independența față de Portugalia.
- 1998: O echipă internațională de chirurgi din Lyon a reușit primul transplant mondial de mână.
- 2009: Tezaurul de la Staffordshire descoperit de Terry Herbert, în apropiere Lichfield, Staffordshire, Anglia este declarat oficial tezaur de către autoritățile britanice, fiind considerat parte a Patrimoniului Coroanei.  Valoarea estimată a tezaurului este peste un milion de lire sterline.
- 2014: Misiunea Mars Orbiter face din India prima națiune asiatică care a atins orbita planetei Marte și prima națiune din lume care a făcut acest lucru la prima sa încercare.

## Nașteri
- 15: Vitellius, împărat roman (d. 69)
- 1501: Girolamo Cardano, medic, matematician și cercetător italian (d. 1576)
- 1583: Albrecht Wenzel von Wallenstein, general german (d. 1634)

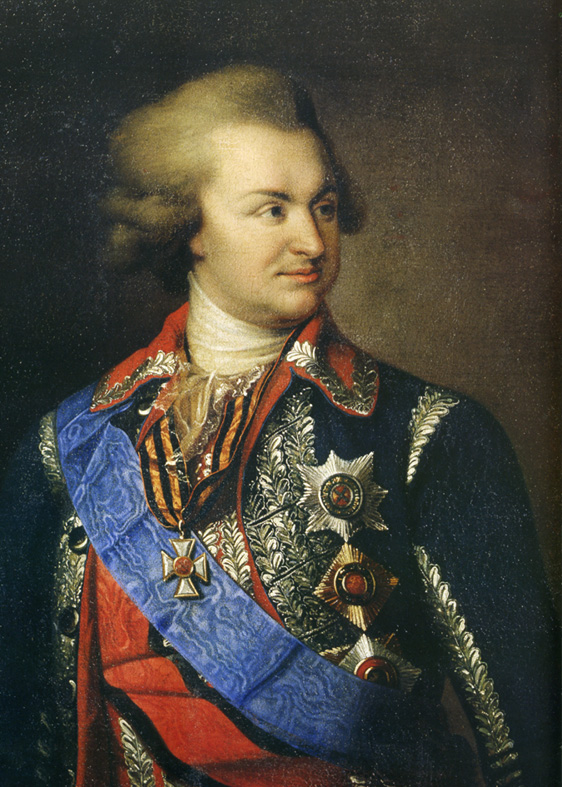
Grigori Potiomkin, general rus, favorit al țarinei Ecaterina a II-a
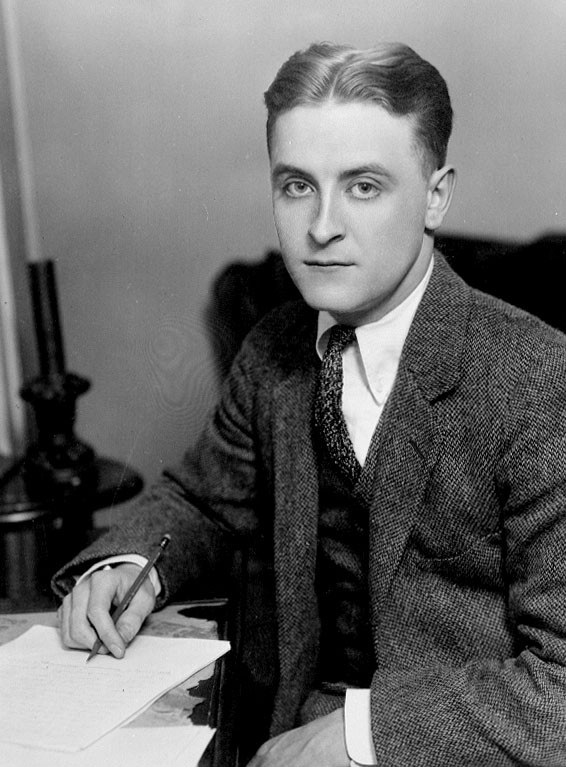
F. Scott Fitzgerald, scriitor american
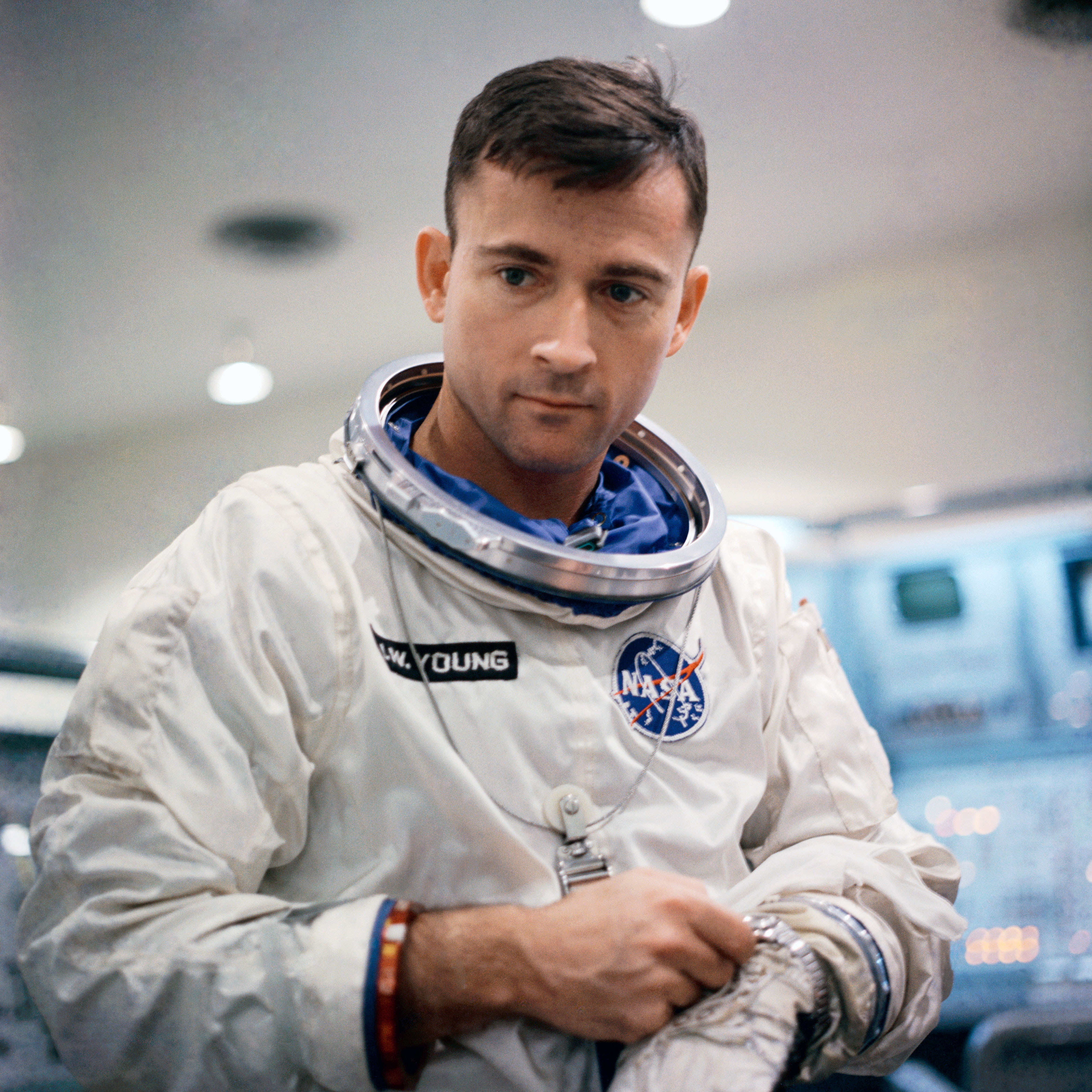
John Watts Young, astronaut american, membru al echipajului Apollo 16

- 1725: Arthur Guinness, fondatorul fabricii de bere irlandeze Guinness (d. 1803)
- 1739: Grigori Potiomkin, general rus, favorit al țarinei Ecaterina a II-a (d. 1791)
- 1771: Jean-Andoche Junot, general francez (d. 1813)
- 1785: Christian Flechtenmacher, jurist român (d. 1843)
- 1801: Mihail Ostrogradski, matematician și fizician rus (d. 1862)
- 1895: André Frédéric Cournand, medic francezo-american, laureat Nobel (d. 1988)
- 1896: F. Scott Fitzgerald, scriitor american (d. 1940)
- 1902: Ayatollahul Ruhollah Khomeini, întemeietorul și liderul spiritual al Republicii Islamice Iran (d. 1989)
- 1911: Constantin Ustinovici Cernenko, politician rus (d. 1985)
- 1916: Aurel Giroveanu, compozitor român (d. 2001)
- 1930: John Watts Young, astronaut american, membru al echipajului Apollo 16 (d. 2018)
- 1934: John Brunner, scriitor britanic (d. 1995)
- 1934: Manfred Wörner, om politic german, fost secretar general al NATO (1988-1994) (d. 1994)
- 1934: Maria Pia de Bourbon-Parma, fiica regelui Umberto al II-lea al Italiei
- 1941: Linda McCartney, cântăreață americană, soția lui Paul McCartney (d. 1998)
- 1941: Lucia Hossu-Longin, jurnalistă română
- 1942: Hansi Schmidt, handbalist născut în România (d. 2023)
- 1944: Aida Săvescu, cântăreață română de operă
- 1948: Adrian Bejan, profesor român, stabilit în SUA
- 1958: Kevin Sorbo, actor american
- 1979: Fábio Aurélio, fotbalist brazilian
- 1980: John Arne Riise, jucător norvegian de fotbal
- 1981: Ryan Briscoe, pilot australian de curse auto
- 1985: Jonathan Soriano, fotbalist spaniol
- 1988: Birgit Õigemeel, cântăreață estoniană
- 1996: Cristina Ciobănașu, actriță română
- 1999: Mei Nagano, actriță japoneză

## Decese
- 0366: Liberius, papă
- 0768: Pepin cel Scurt regele francilor  și tatăl lui Carol cel Mare (n. 714)
- 1143: Papa Inocențiu al II-lea
- 1180: Manuel I Comnen, împărat bizantin (d. 1118)
- 1435: Isabeau de Bavaria, soția regelui Carol al VI-lea al Franței (n. c. 1370)

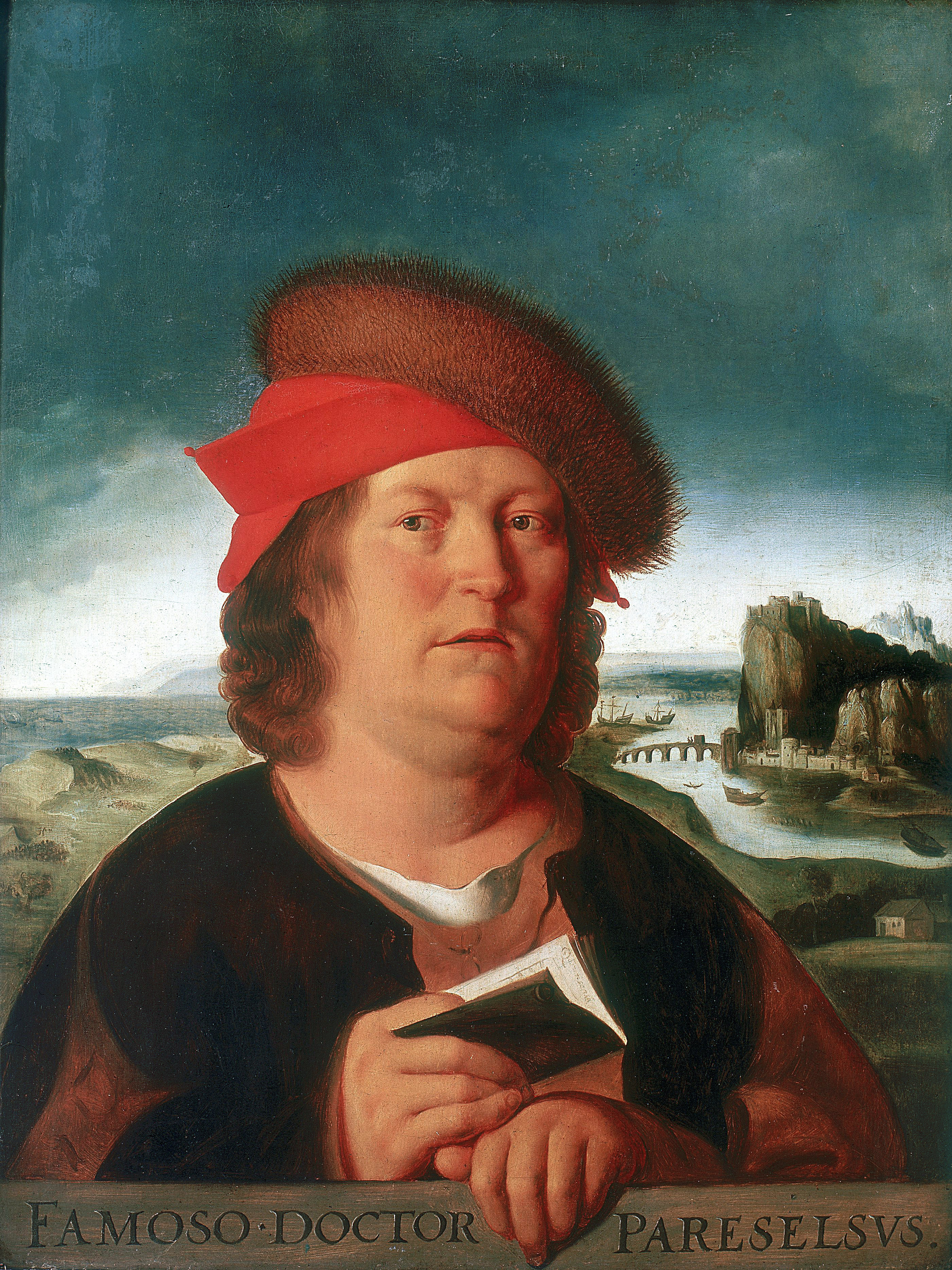
Paracelsus, medic german
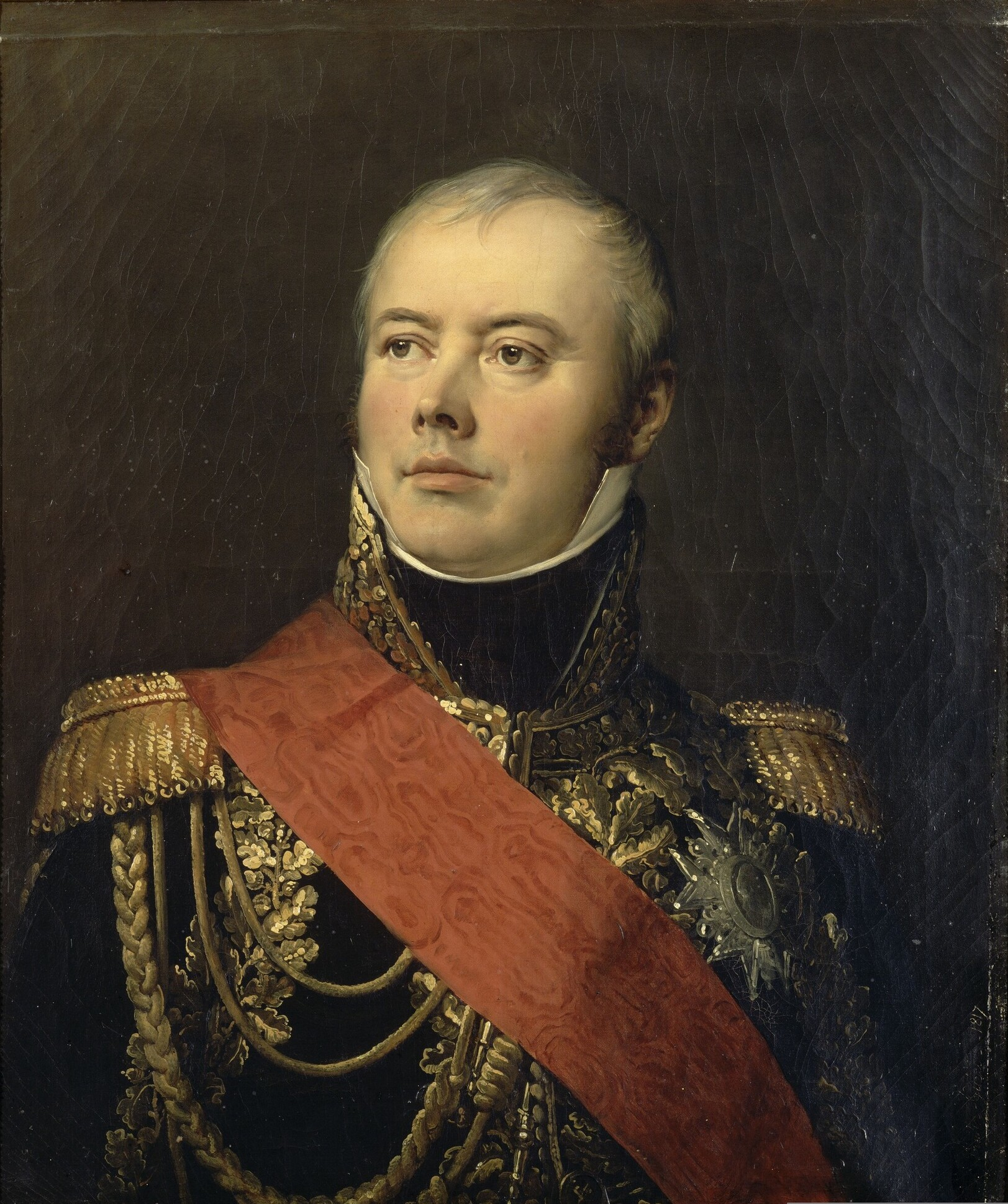
Étienne Jacques Joseph Alexandre MacDonald, mareșal al Franței
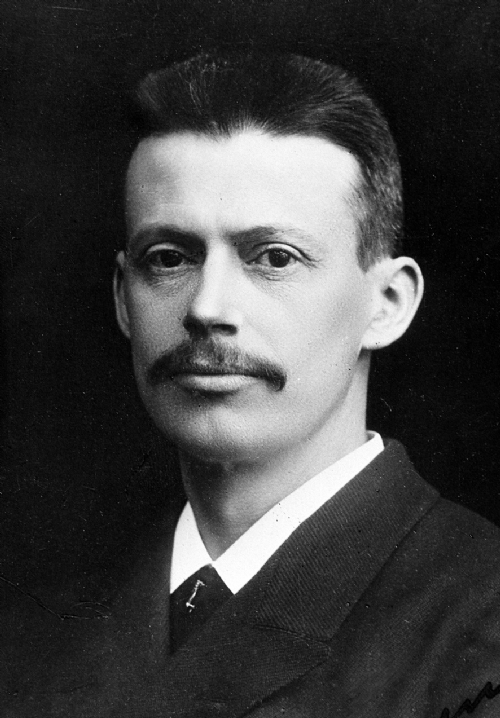
Niels Ryberg Finsen, medic danez, laureat Nobel

- 1541: Philipp Theophrast Bombast von Hohenheim, cunoscut ca Paracelsus, medic german (n. 1493)
- 1572: Túpac Amaru I., ultimul conducător a Imperiului Inca
- 1812: Piotr Ivanovici Bagration, general rus (n. 1765)
- 1834: Pedro I, împărat al Braziliei, rege al Portugaliei (n. 1798)
- 1840: Étienne Jacques Joseph Alexandre MacDonald, mareșal al Franței (n. 1765)
- 1896: Emmanuel Benner, pictor francez (n. 1836)
- 1904: Niels Ryberg Finsen, medic danez, laureat al Premiului Nobel (n. 1860)
- 1941: Aristide Maillol, pictor și sculptor român (n. 8 decembrie 1861)
- 1945: Hans Geiger, fizician german (n. 1882)
- 1950: Prințesa Victoria de Hesse, nepoata reginei Victoria (n. 1863)
- 1994: Grigore Popa, poet, eseist și filosof român (n. 31 iulie 1910)
- 1998: Irina Eliade, traducătoare și prozatoare română (n. 1920)
- 2003: Lyle Bettger, actorul american (n. 1915)
- 2004: Françoise Sagan, scriitoare franceză (n. 1935)
- 2005: Tommy Bond, actor american (n. 1926)
- 2009: Stelian Tăbăraș, prozator român (n. 1939)
- 2010: Ghenadi Ianaev, politician sovietic (n. 1937)
- 2021: Ion Dobran, aviator militar român, unul din așii aviației de vânătoare române în timpul celui de al Doilea Război Mondial (n. 1919)
- 2022: Takashi Arima, poet japonez (n. 1931)

## Sărbători
- calendarul creștin ortodox și greco-catolic: Sfânta Tecla; Cuviosul Coprie
- calendarul romano-catolic: Sfântul Gerard (Gerhard)
- Ziua națională a Guinea-Bissau